# Ваља Силиштеј (Васлуј)
Ваља Силиштеј (рум. Valea Siliștei) насеље је у Румунији у округу Васлуј у општини Солешти. Oпштина се налази на надморској висини од 279 m.

## Становништво
Према подацима из 2002. године у насељу је живело 353 становника, од којих су сви румунске националности.